# Мартин Котар
Мартин Котар – Пилат (Велики Бан, код Новог Места, 29. јул 1922 — Врхпоље при Камнику, 21. април 1944), учесник Народноослободилачке борбе и народни херој Југославије.

## Биографија
Рођен је 1922. године у Великом Бану код Новог Места, у земљорадничкој породици. Изучио је пекарски занат и радио у више пекара по разним крајевима.
Рано у пролеће 1942. године вратио се кући и отишао у партизане. Дана 1. априла постао је борац Горјанске партизанске чете. Након спајања са Другом белокрањском четом, формиран је батаљон, па Белокрањски одред.
Када је почетком јула 1942. године формирана Прва словеначка пролетерска ударна бригада „Тоне Томшич“, у њу су укључени најбољи борци из свих јединица, међу њима и Котар. Учествовао је у свим биткама које је бригада водила.
Средином 1943. био је унапређен у чин капетана. након завршетка немачке офанзиве и реорганизације јединица 1944, Котар је постао заменик команданта Првог батаљона бригаде „Тоне Томшич“.
Погинуо је 21. априла 1944, током борбе против немачких снага у нападу Шесте и Прве словеначке бригаде на непријатељско упориште Шмартно в Тухињу.
Указом Президијума Народне скупштине Федеративне Народне Републике Југославије, 13. септембра 1952. године, проглашен је за народног хероја.